# Баад

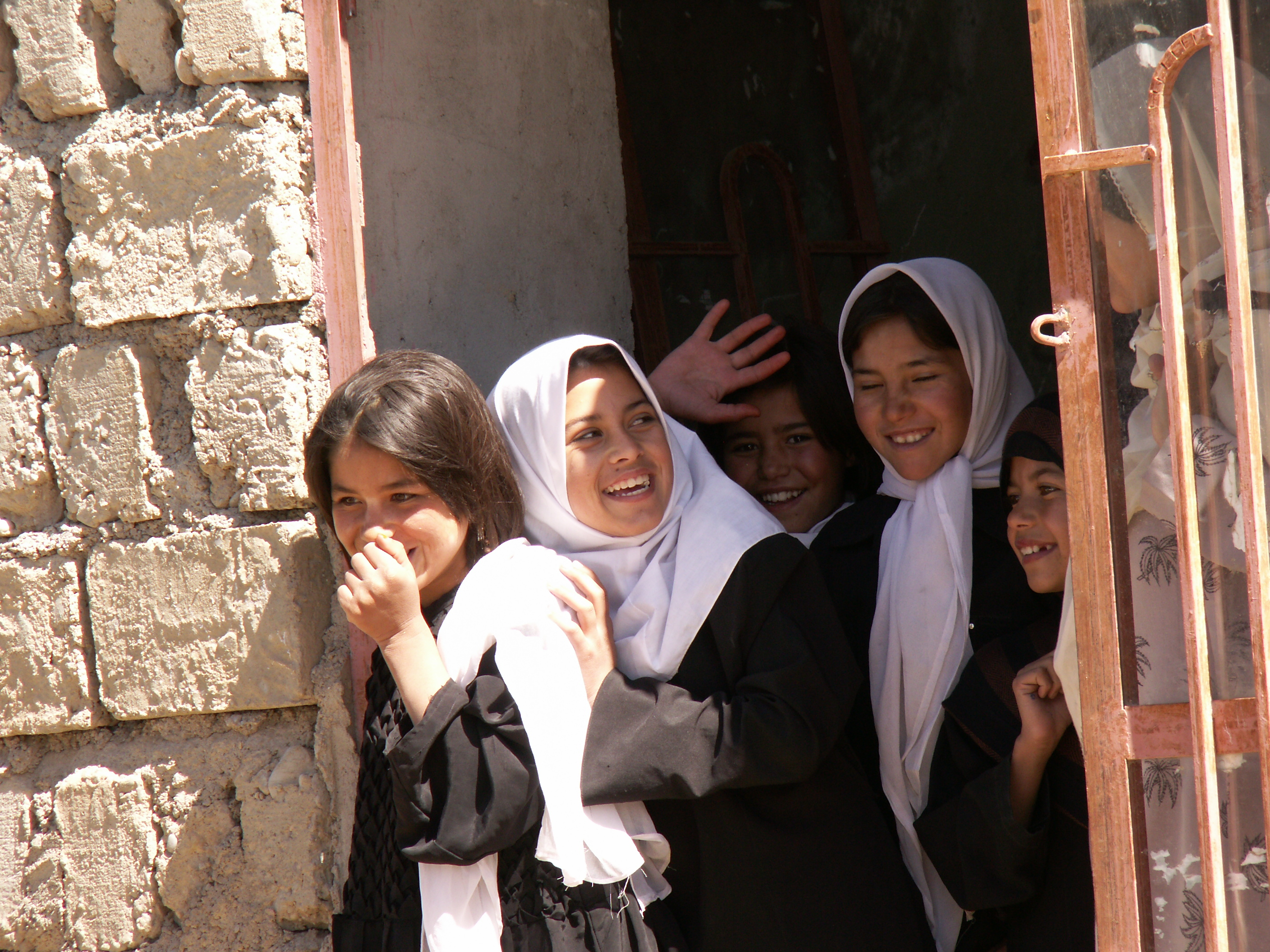
Афганские школьницы

Баад — способ урегулирования конфликтов, обычай, при котором женщина из семьи преступника передаётся в семью потерпевшего в качестве прислуги или невесты. По состоянию на конец 2019 года баад продолжали практиковать в нескольких районах Афганистана; аналогичная практика существует в Пакистане под названием вани или свара. Баад запрещён афганскими законами, но многие жертвы не знают о том, что это нарушает их права, а даже если и знают, не могут заставить родственников отменить сделку.

## Описание

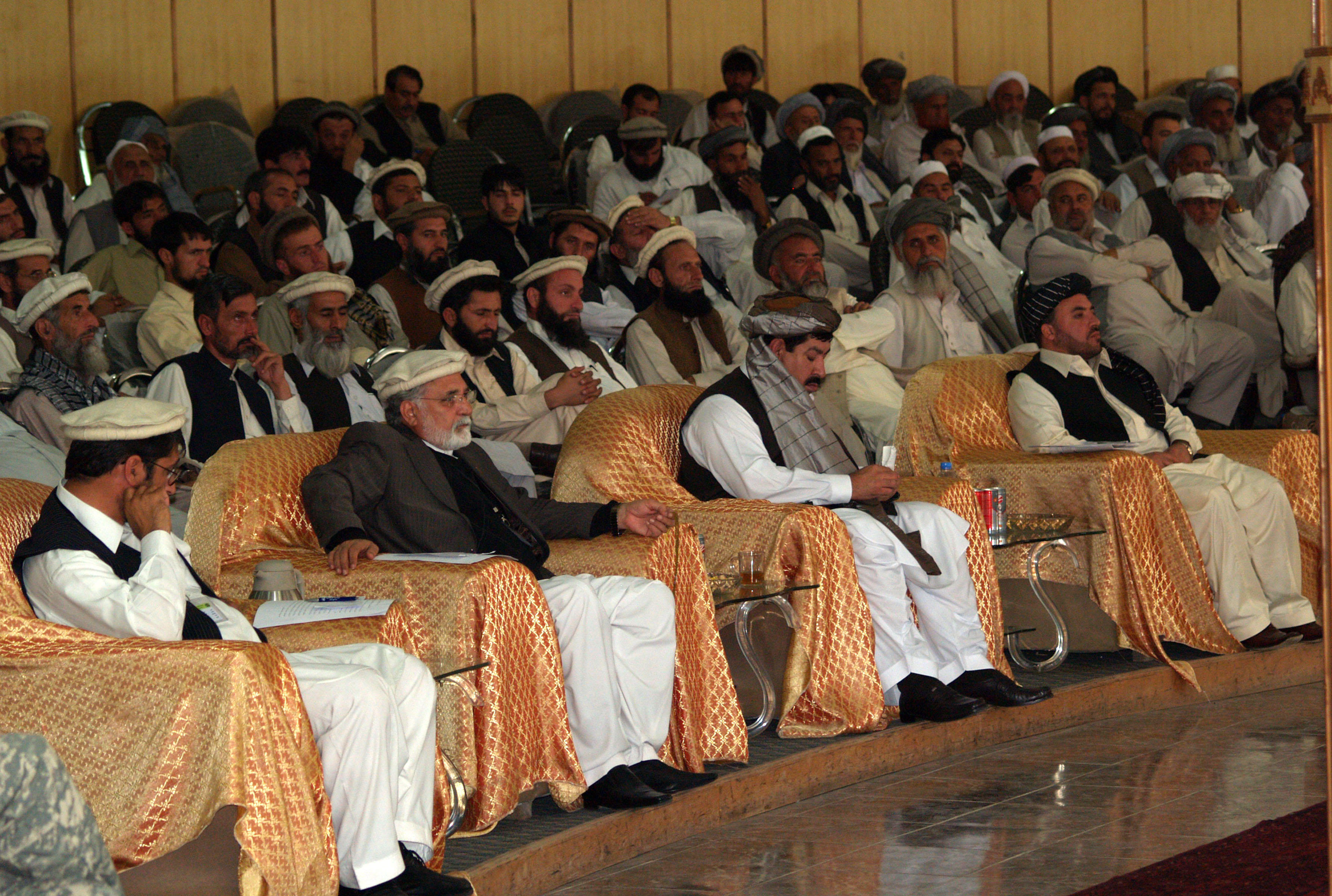
Джирга губернаторов всех провинций Афганистана

После совершения тяжёлого преступления мужчиной совет старейшин (джирга) принимает решение о подходящем наказании для преступника. Типичное наказание за убийство и аналогичные по тяжести проступки (изнасилование, измена, бегство женщины из насильного брака) — передать девочку из семьи преступника в семью потерпевшего. После этого её выдают за одного из мужчин новой семьи, при этом к ней зачастую относятся как к преступнице. Выданная замуж девочка остаётся со стигмой на всю жизнь, её могут подвергать избиениям и унижениям, к примеру, заставлять спать в хлеву. Муж при этом может считать её не «полноценной» женой, а рабыней, и обычно женится ещё раз.
Стал широко известным случай с Айшой Мохаммадзай, которая в 12 лет была выдана замуж в порядке баада. В новой семье девочка терпела много насилия и сбежала в 18 лет, попытавшись вернуться обратно в родную семью. Однако недовольный отец сдал дочь командиру талибов, чтобы он показал наглядный пример — «что будет с девушками, если они попытаются сбежать». Ей отрезали уши и нос, девушку оставили умирать в горах, но она выжила.
В северной части Афганистана баад происходит в случае, если мужчина заявляет, что его невеста не была девственницей до свадьбы; он получает девственную сестру своей невесты в жёны в качестве «компенсации».
В основном баад распространён в провинциях Кунар, Гильменд, Балх, Каписа и в уезде Суроби в провинции Кабул. Имеются сведения о том, что баад практикуют пуштуны, таджики Панджшера, пашаи, сейеды и кучи.
Практика баад не основана на исламском семейном праве, она считается антиисламской и нелегальна по существующим законам. В хадисах сказано: «Бывшая ранее замужем женщина должна иметь право решить сама за себя, у девственницы же нужно спросить согласия на замужество, и знак её согласия — молчание». Корни древней афганской традиции относятся к временам, когда в стране отсутствовала централизованная система юридической власти, а разрешение конфликтов регулировалось как посредничество племенной системы. Многие афганские мужчины и женщины высказывают резкое неодобрение бааду, однако у него есть и защитники: так, в 2009 году после передачи дела о бааде в суд, потерпевшую насильно забрали из здания суда[кто?] и вернули в дом, где её до того удерживали.

## Юридический статус
Статьи 517 и 1679 Уголовного кодекса Исламской Республики Афганистан запрещали баад, однако эти статьи применимы только в случае передачи таким образом женщины старше 18 лет или вдовы. Максимальное наказание за баад составляет 2 года тюрьмы. Статья 25 Закона о ликвидации насилия против женщин запрещает передавать и принимать женщину через баад, устанавливая максимальное наказание за это в 10 лет тюрьмы.
Неизвестно ни одного случая обвинительного приговора старейшине из джирги, разрешившему баад, или участвовавшей в бааде семье.